# Hämocyanin
Hämocyanin (von altgriechisch αἷμα haima „Blut“ und altgriechisch κυανός kyanós „dunkelblau“) ist ein Blutfarbstoff der Gliederfüßer (u. a. Krebse, Spinnentiere; bei Insekten, die Tracheen besitzen, tritt es in geringerem Maße auf) und Weichtiere (u. a. Muscheln, Schnecken und Tintenfische). Es dient als Sauerstofftransporter.

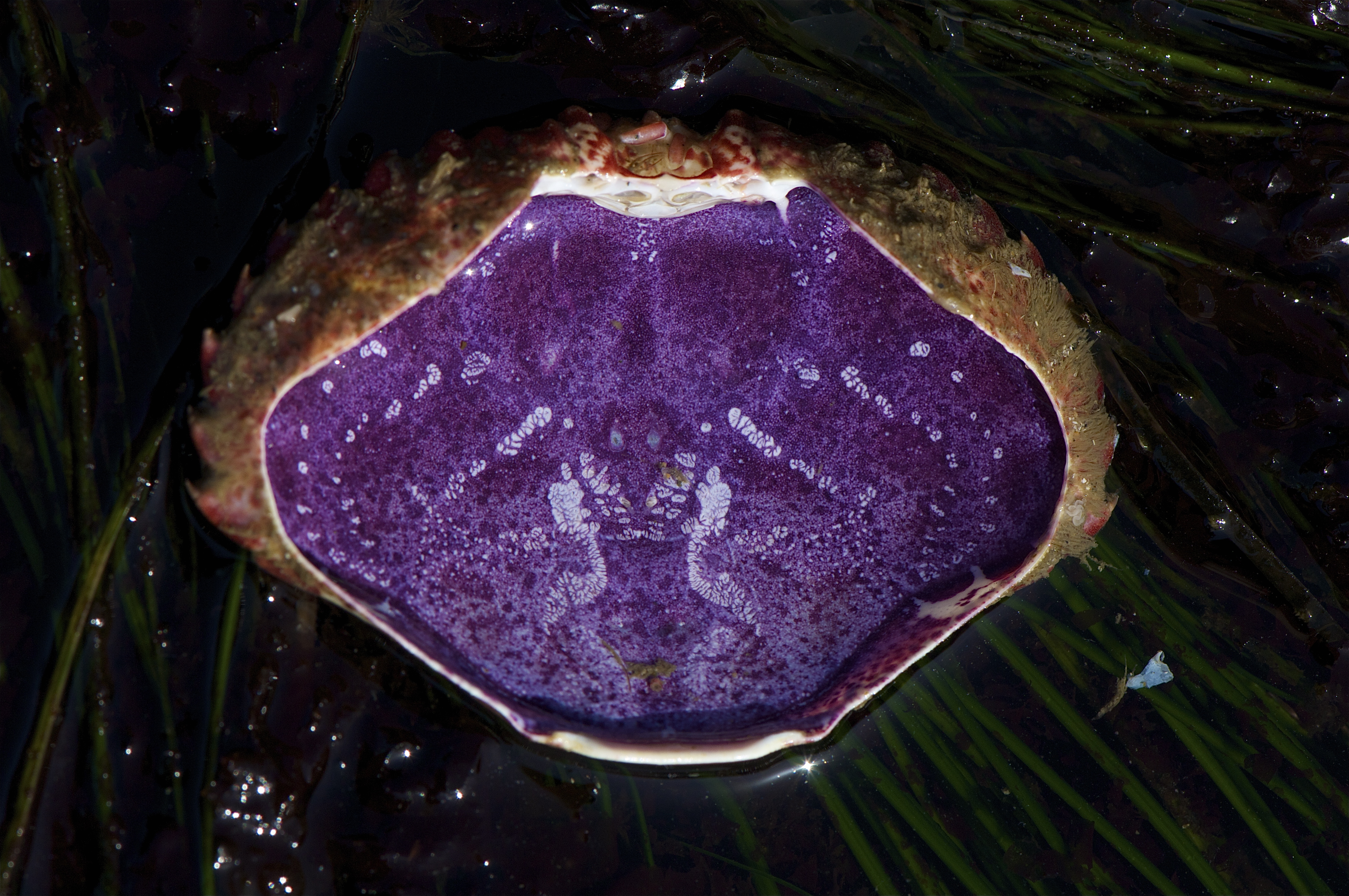
Blick in den geöffneten Panzer der Krabbenart Cancer productus: Die Farbe rührt vom Hämocyanin

Anders als beim roten, eisenhaltigen Hämoglobin wird der Sauerstoff im Hämocyanin von zwei Kupfer-Ionen gebunden. Außerdem besitzt Hämocyanin keine Porphyrin-Struktur wie Häm, die Kupferionen sind stattdessen über Aminosäure-Reste (Histidin) an das Protein gebunden. Sauerstofffreies Hämocyanin ist farblos, mit gebundenem Sauerstoff hat es eine blaue Farbe.
Die Bindung des Sauerstoffs ist stärker als beim Hämoglobin. Im Vergleich zum Hämoglobin verfügt Hämocyanin jedoch über eine geringere Sauerstoffbindungskapazität, was zu einer insgesamt geringeren Transportkapazität für Sauerstoff führt.
Bei sehr niedrigen Temperaturen ist Hämocyanin jedoch Hämoglobin überlegen.
Auch der Bindungsmodus des Sauerstoffs ist anders als bei den eisenhaltigen Verbindungen Hämoglobin und Hämerythrin, bei denen der Sauerstoff end-on an ein Eisen(II)-Ion gebunden wird. Beim Hämocyanin wird der Sauerstoff verbrückend zwischen zwei Kupfer(I)-Ionen in einer side-on Koordination gebunden, die dabei zu Kupfer(II) oxidiert werden.
Hämocyanin, insbesondere von Mollusken, ruft starke Abwehrreaktionen der Immunsysteme von Säugetieren hervor, ist jedoch völlig ungiftig und wird schnell abgebaut. Es wird daher als Adjuvans verwendet, aber auch in der Krebstherapie eingesetzt.